# Agatonika
Agatonika – imię żeńskie pochodzenia greckiego, złożone ze słów αγαθος (agatos) – "dobra" i νικη (nike) – "zwycięstwo". Patronką tego imienia jest św. Agatonika, wspominana razem ze św. Karpem i Agatodorem.
Męskim odpowiednikiem jest Agatonik.
Agatonika imieniny obchodzi 13 kwietnia.